# 皇室日記
『皇室日記』（こうしつにっき）は、日本テレビをはじめとする一部の日本テレビ系列局および日テレNEWS24（CS）で1996年4月7日より放送されている皇室を中心とするテレビ番組である。本番組前身番組に当たる『皇室グラフィティ』についてもこの項で述べる。

## 皇室グラフィティ
『皇室日記』の前身番組として1992年10月4日 - 1996年3月31日の間、日本テレビ系日曜11:00 - 11:30の30分番組として放送された。こちらは一部地域のみのネットだった。これ以前はしばらく同系列での皇室レギュラー番組はなかった。その後、バラエティ枠への再転換により現在の番組に至る。

## 概要
1週間の皇室の活動の模様と、皇室にまつわる特集を放送する（放送回により、前後半に分けて両方放送する場合と、どちらか片方のみの場合がある）。
放送内容は前週の放送時点で告知されるが、皇室に関わる重大事（皇室関係者の薨御など）があった場合は、内容の変更が行われる。

## 放送日時
- 2010年4月4日以降：日曜6:30 - 6:45
- 2014年10月5日以降：日曜6:00 - 6:15
- 2020年10月以降：第4日曜6:00 - 6:15（月1回）

放送休止について
例年8月下旬の『24時間テレビ』の放送日には本番組の放送を休止する。また、放送時間が変更となった2020年10月以降、第4日曜日の放送日が同番組と重なる場合には、本番組を臨時に1週繰り上げ、第3日曜日に枠移動して放送する。
皇室日記スペシャル
かつて年末年始には『皇室日記スペシャル』が放送されていた（下記のネット局以外の地域でも放送された）。また2019年より毎年1月上旬に放送が再開されている。
日本テレビでの近年の放送実績
- 2006年・2007年：いずれも1月3日6:00 - 6:50に放送。
- 2008年 - 2010年：いずれも『Oha!6 NEWS LIVE』[注 2]放送のため、『皇室日記スペシャル』の放送なし[注 3]。
- 2011年：1月2日（日）5:00 - 5:30に通常放送を繰り上げ・枠拡大する形で放送された（当日はその後の6:00 - 7:00に『Oha!6 NEWS LIVE』もあわせて放送された）。
- 2012年：『“意外とタメになるTV”新春ZIP!&ズムサタ SP2012』・『NNNドキュメント'11傑作選』（再放送）のため、年末年始の『皇室日記スペシャル』の放送はなかったが、東日本大震災からまる1年となる3月11日に通常放送に加え、5:15 - 6:00に『皇室日記スペシャル〜天皇皇后両陛下大震災から1年 人々の雄々しさと復興に心寄せて』が放送された[注 4]。
- 2019年：1月5日（土）10:30 - 11:25に「皇室日記スペシャル 平成という時代」を放送。
- 2020年：1月4日（土）10:30 - 11:25に「皇室日記スペシャル 令和の時代 新天皇皇后の旅立ち」を放送。

シリーズ平成
- 第1回（2017年5月14日）：平成のはじまり　昭和64年1月7日 - 平成元年1月8日
- 第2回（2017年6月18日）：皇太子さま 雅子さま ご成婚までの道のり
- 第3回（2017年8月13日）：元侍従長が語る 戦後60年サイパン慰霊の旅
- 第4回（2017年8月20日）：前侍従長が語る 戦後70年パラオ慰霊の旅
- 第5回（2017年9月17日）：悠仁さま 誕生秘話 平成18年9月6日
- 第6回（2017年10月29日）：両陛下の中国ご訪問 平成4年10月23日 - 10月28日
- 第7回（2017年11月12日）：歴史上初 東京の即位礼 平成2年11月2日
- 第8回（2017年12月3日）：愛子さま 誕生秘話 平成13年12月1日
- 第9回（2018年1月28日）：平成の始まり～大喪の礼～ 平成元年2月24日
- 第10回（2018年2月18日）：皇太子さま 立太子の礼 平成3年2月23日
- 第11回（2018年3月11日）：3・11大震災 「ビデオメッセージ」秘話
- 第12回（2018年4月29日）：天皇としての沖縄初訪問 舞台裏 平成5年4月23日 - 4月26日
- 第13回（2018年5月27日）：両陛下 オランダ公式訪問 平成12年5月23日 - 5月26日
- 第14回（2018年6月24日）：皇太子妃雅子さま ローブ・デコルテ秘話 平成5年6月9日
- 第15回（2018年7月22日）：雲仙普賢岳 即位後初の被災地お見舞い 平成3年7月17日
- 第16回（2018年8月19日）：両陛下 最後の全国戦没者追悼式 平成30年8月15日
- 第17回（2018年9月30日）：皇族の皆さまを偲んで…
- 第18回（2018年10月14日）：皇后さま 初の海外ビデオ講演の舞台裏 平成10年9月21日
- 第19回（2018年10月28日）：彬子さまが語る 三笠宮さま～ご逝去から2年～
- 第20回（2018年11月18日）：平成の園遊会
- 第21回（2018年11月25日）：両陛下 ハンセン病への思い～差別と偏見に苦しんだ人々のもとへ～
- 第22回（2019年1月27日）：両陛下 阪神・淡路大震災お見舞い 平成7年1月31日
- 最終回（2019年4月21日）：「象徴天皇」のあり方を求めて～30年の軌跡～

シリーズ 新天皇・皇后の横顔
- 第1回（2019年6月2日）：お二人の生い立ち
- 第2回（2019年6月9日）：ご結婚までの軌跡
- 第3回（2019年7月21日）：ボーイスカウトとの秘話
- 第4回（2019年9月22日）：天皇ご一家と那須
- 第5回（2020年1月12日）：国際親善
- 第6回（2020年1月19日）：恩師が語る 皇后雅子さま
- 第7回（2020年2月18日）：思い出のイギリス留学
- 第8回（2020年8月2日）：天皇陛下と山

## 出演者
全員出演当時、日本テレビアナウンサー。
司会
- 井田由美（2010年1月から）

アシスタント
- 平松修造（2023年4月から）

過去の出演者
司会
久能靖（『皇室グラフィティ』時代から、2009年12月まで）
都合により2006年7月16日の放送では藤井貴彦が、2007年4月は1か月の放送分全てで菅谷大介がそれぞれ代行として出演した（菅谷のみ現在はナレーションで出演）。
番組降板後も、不定期にゲスト出演、取材VTR出演の事例あり。
アシスタント
- 山王丸和恵（『皇室グラフィティ』時代から、産休の為2003年に降板）
- 杉上佐智枝（2003年から2009年12月まで）
- 高橋雄一（2010年1月から2011年6月まで）
- 辻岡義堂（2011年7月から2012年3月まで）
- 青木源太（2012年4月から2018年9月まで）
- 山本健太（2018年10月から2021年3月まで）
- 安村直樹（2021年4月から2023年3月まで）

変遷
| 期間       | 期間       | 司会     | アシスタント |
| ---------- | ---------- | -------- | ------------ |
| 1996.4.7   | 2003.3.23  | 久能靖   | 山王丸和恵   |
| 2003.4.27  | 2009.12.27 | 久能靖   | 杉上佐智枝   |
| 2010.1.24  | 2011.6.26  | 井田由美 | 高橋雄一     |
| 2011.7.24  | 2012.3.25  | 井田由美 | 辻岡義堂     |
| 2012.4.22  | 2018.9.23  | 井田由美 | 青木源太     |
| 2018.10.28 | 2021.3.28  | 井田由美 | 山本健太     |
| 2021.4.25  | 2023.3.26  | 井田由美 | 安村直樹     |
| 2023.4.23  | 現在       | 井田由美 | 平松修造     |

## スタッフ
- 構成︰千野克彦【不定期】
- 撮影：富岡三隆、岸田一彦、山本忠勝、赤須宣幸、伊藤裕介、岩間俊、奥村誠久、阿波連大輔、新垣仁康、丹野嘉之、赤須宣幸、引間恒太、黒住周作、昆野季美子、内山一穂、及川英俊、大久保匠、清水潔、松田康弘、大迫崇大、後藤吉孝、長田太平、古森亜実【週替り】
- 音声：渡邊祐一、上野保、椀台秀之、高野祐司、山﨑寛、飛田諭志、荒木雅人、西嶋美柚、鈴木幸太郎、矢野武彦、前川花梨、落合健人、鶴原彰久、田邊慎、向井美奈子、大間知浩一、加藤敏幸、河野真人、西嶋美柚【週替り】
- 編集：市ヶ谷宏樹、寺家賢樹、坂田宗一郎、宮林茂光、今坂正純、杉本佳子、中出祐樹、佐々木茂、本間匡史、伊藤充彦【週替り】
- EED：近藤雅明、遠藤我矩、平井章浩、村上友佳子、山本梨乃葉、ド一ガンハ、鈴木隆太、二重作斗羽、霍田大樹、柴田敦士【週替り】
- 音効：江藤純
- MA：入江克彰、有山和佳、沖憲明、久保秀人、都倉彩希【週替り】
- AD：目黒元丈、前野亜蘭、石井壮太郎、上野貴奈子、小藪陽南子、有馬江見梨【週替り】
- デスク：正司敦子（以前は、週替りAD）
- ディレクター：林眞人、野尻嘉一、永野恵美、和田弘江【週替り】
- 取材/ディレクター：大里武志【週替り】
- ディレクター/プロデューサー︰三ツ山善郎（以前は、ディレクター→プロデューサー→一時離脱→復帰）【週替り】
- 取材：井上茂男（2020年10月25日のみ企画・取材）、森浩一【不定期】
- 取材/プロデューサー︰笛吹雅子（以前は宮内庁担当）【週替り】
- 宮内庁担当：髙橋英礼奈（2024年6月23日）【不定期】
- プロデューサー：斉藤弘江、尾崎浩行（2025年6月 - 、2017年6月4日 - 2019年6月2日までCP→一時離脱）、三浦顕太郎
- 制作協力：AX-ON
- チーフプロデューサー：中瀬真生（2024年6月23日 - ）
- 製作著作：日本テレビ

### 過去のスタッフ
- ブレーン：入江和子（以前は、プロデューサー→統括）
- 構成：長須良一、金森匠、竹田慎
- デスク：藤本杏奈、小島郁、野田愛里
- AP：岡安奈美子
- プロデューサー：久保田隆、池本寛子、中村寛子、神内美香子、穴澤由紀美、菊地一浩、山本美沙子、佐野正法（佐野→2022年12月25日 - 2025年6月）
- チーフプロデューサー：小林景一（2016年6月5日 - 11月27日、一時離脱→復帰）、小谷野俊介（2016年12月4日 - 2017年5月28日、一時離脱→復帰）、向後淳（2019年6月9日 - 2020年9月27日）、納富隆治（2020年10月25日 - 2024年5月26日）

## ネット局
- 日本テレビほか一部ネット局では時刻表示を行っているが、番組送出ではなく各局別の送出となっている。

### 2020年10月以降のネット局
| 放送対象地域 | 放送局                | 系列           | 放送時間                           | ネット状況 | 備考・脚注 |
| ------------ | --------------------- | -------------- | ---------------------------------- | ---------- | ---------- |
| 関東広域圏   | 日本テレビ（NTV）     | 日本テレビ系列 | 第4日曜 6:00 - 6:15                | 制作局     |            |
| 山形県       | 山形放送（YBC）       | 日本テレビ系列 | 第4日曜 6:00 - 6:15                | 同時ネット |            |
| 中京広域圏   | 中京テレビ（CTV）     | 日本テレビ系列 | 第4日曜 6:00 - 6:15                | 同時ネット |            |
| 近畿広域圏   | 読売テレビ（ytv）     | 日本テレビ系列 | 第4日曜 6:00 - 6:15                | 同時ネット |            |
| 福岡県       | 福岡放送（FBS）       | 日本テレビ系列 | 第4日曜 6:00 - 6:15                | 同時ネット |            |
| 長崎県       | 長崎国際テレビ（NIB） | 日本テレビ系列 | 第4日曜 6:00 - 6:15                | 同時ネット |            |
| 長野県       | テレビ信州（TSB）     | 日本テレビ系列 | 第4金曜または第1金曜 10:55 - 11:25 | 遅れネット |            |
| 日本全国     | 日テレNEWS24          | CS放送         | 第4日曜 6:45 - 7:00                | 遅れネット |            |
| 日本全国     | BS日テレ              | BSデジタル放送 | 土曜（原則月1回） 10:00 - 10:15    | 遅れネット |            |

### 2020年9月までのネット局
| 放送対象地域           | 放送局                | 系列                          | 放送時間                                                               | ネット状況 | 備考・脚注            |
| ---------------------- | --------------------- | ----------------------------- | ---------------------------------------------------------------------- | ---------- | --------------------- |
| 関東広域圏             | 日本テレビ（NTV）     | 日本テレビ系列                | 日曜 6:00 - 6:15                                                       | 制作局     | [ 注 5 ]              |
| 秋田県                 | 秋田放送（ABS）       | 日本テレビ系列                | 日曜 6:00 - 6:15                                                       | 同時ネット | [ 注 5 ]              |
| 山形県                 | 山形放送（YBC）       | 日本テレビ系列                | 日曜 6:00 - 6:15                                                       | 同時ネット | [ 注 5 ]              |
| 山梨県                 | 山梨放送（YBS）       | 日本テレビ系列                | 日曜 6:00 - 6:15                                                       | 同時ネット | [ 注 5 ]              |
| 長野県                 | テレビ信州（TSB）     | 日本テレビ系列                | 日曜 6:00 - 6:15                                                       | 同時ネット | [ 注 5 ]              |
| 福井県                 | 福井放送（FBC）       | 日本テレビ系列 テレビ朝日系列 | 日曜 6:00 - 6:15                                                       | 同時ネット | [ 注 5 ]              |
| 中京広域圏             | 中京テレビ（CTV）     | 日本テレビ系列                | 日曜 6:00 - 6:15                                                       | 同時ネット | [ 注 5 ]              |
| 近畿広域圏             | 読売テレビ（ytv）     | 日本テレビ系列                | 日曜 6:00 - 6:15                                                       | 同時ネット | [ 注 5 ]              |
| 長崎県                 | 長崎国際テレビ（NIB） | 日本テレビ系列                | 日曜 6:00 - 6:15                                                       | 同時ネット | [ 注 5 ]              |
| 福岡県                 | 福岡放送（FBS）       | 日本テレビ系列                | 日曜 6:00 - 6:15                                                       | 同時ネット | [ 注 6 ]              |
| 日本全国               | 日テレNEWS24          | CS放送                        | 日曜 6:45 - 7:00                                                       | 遅れネット | [ 注 7 ]              |
| 放送を終了したネット局 |                       |                               |                                                                        |            |                       |
| 新潟県                 | テレビ新潟（TeNY）    | 日本テレビ系列                | 日曜 6:30 - 6:45                                                       | 同時ネット | 2014年9月まで         |
| 富山県                 | 北日本放送（KNB）     | 日本テレビ系列                | 日曜 6:30 - 6:45 （2014年9月まで） 日曜 6:00 - 6:15 （2014年10月から） | 同時ネット | 2020年9月まで         |
| 青森県                 | 青森放送（RAB）       | 日本テレビ系列                | 日曜 17:15 - 17:30                                                     | 遅れネット | 2000年4月 - 2020年9月 |

### 2010年3月までのネット局
| 放送対象地域 | 放送局                  | 系列           | 放送時間           | ネット状況      | 脚注     |
| ------------ | ----------------------- | -------------- | ------------------ | --------------- | -------- |
| 関東広域圏   | 日本テレビ（NTV）       | 日本テレビ系列 | 日曜 5:45 - 6:00   | 制作局          |          |
| 山梨県       | 山梨放送（YBS）         | 日本テレビ系列 | 日曜 5:45 - 6:00   | 同時ネット      |          |
| 新潟県       | テレビ新潟（TeNY）      | 日本テレビ系列 | 日曜 5:45 - 6:00   | 同時ネット      |          |
| 中京広域圏   | 中京テレビ（CTV）       | 日本テレビ系列 | 日曜 5:45 - 6:00   | 同時ネット      |          |
| 福岡県       | 福岡放送（FBS）         | 日本テレビ系列 | 日曜 5:45 - 6:00   | 同時ネット      |          |
| 鹿児島県     | 鹿児島読売テレビ（KYT） | 日本テレビ系列 | 日曜 5:45 - 6:00   | 同時ネット      |          |
| 青森県       | 青森放送（RAB）         | 日本テレビ系列 | 日曜 17:15 - 17:30 | 遅れネット      | [ 注 8 ] |
| 秋田県       | 秋田放送（ABS）         | 日本テレビ系列 | 日曜 7:30 - 7:45   | 遅れネット      | [ 注 9 ] |
| 長野県       | テレビ信州（TSB）       | 日本テレビ系列 | 土曜 5:00 - 5:15   | 遅れネット      |          |
| 近畿広域圏   | 読売テレビ（ytv）       | 日本テレビ系列 | 日曜 5:35 - 5:50   | 1時間先行ネット |          |
| 日本全国     | 日テレNEWS24            | CS放送         | 日曜 11:45 - 12:00 | 遅れネット      |          |

- その他、ケーブルテレビではあるが沖縄県宮古島の宮古テレビでも放送（沖縄県唯一の皇室番組レギュラー放送）。なお沖縄県には系列局自体がない。

## 関連番組
- 皇室アルバム（MBS）※青森放送(腸捻転解消まで)、秋田放送、山形放送(テレビユー山形開局まで)、北日本放送(1974年まで)、福井放送でも放送していた時期があった。
- 皇室ご一家（フジテレビ）※一時期系列局の四国放送がこちらを放送していた。青森放送でも2000年3月まで放送していたが、本番組のネット打ち切りにより、2020年10月から放送を再開した。